# Сарайджък (вилает Биледжик)
Сарайджък (на турски: Saraycık) е село в околия Бозюйюк, вилает Биледжик, Турция. На 40 км от на град Биледжик и на 5 км южно от град Бозюйюк. То е на около 800 метра надморска височина. Населението му през 2000 г. е 323 души. Населено е предимно с българи–мюсюлмани (помаци), потомци на бежанци от Пловдивско. В селото има също и български турци от Лудогорието.